# Тёплер, Август
Август Йозеф Игнац Тёплер (нем. August Joseph Ignaz Toepler; 7 сентября 1836 — 6 марта 1912, Дрезден) — немецкий физик.

## Профессиональная карьера
С 1859 года — доцент по физике в сельскохозяйственной академии в Попельсдорфе (у Бонна); с 1865 года — профессор физики в Рижском политехникуме. С 1869 года в Грацском университете, в 1876—1900 годах профессор в Дрезденской высшей политехнической школе.

## Вклад в науку

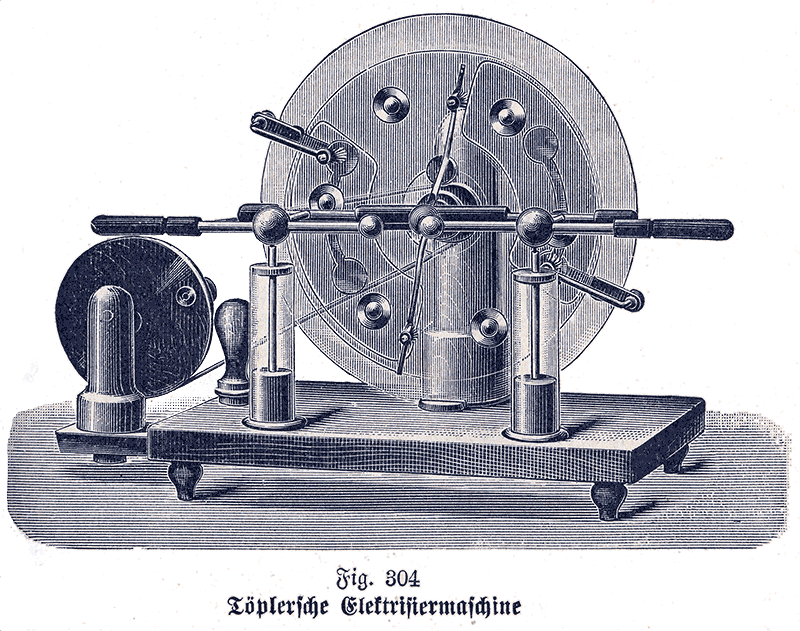
Электрофорная машина Тёплера

Август Тёплер — остроумный экспериментатор известен в науке своими работами по оптике, молекулярной физике, электричеству, акустике. В 1865 г. изобрёл вакуумный ртутно-поршневой насос (насос Тёплера). Построил индукционную машину (1865 г.), виброскоп для наблюдения за колебаниями звучащих тел, сирену как источник звука заданной частоты (сирена Тёплера), воздушный демпфер к гальванометру. В 1867 году Тёплер предложил метод изучения оптических неоднородностей среды, так называемый, «шлирен-метод» или «метод Тёплера».